# Luis Doreste
Luis Doreste Blanco (Las Palmas de Gran Canaria, 7 marzo 1961) è un velista spagnolo.

## Palmarès
- Giochi olimpici

Los Angeles 1984: oro nella classe 470.
Barcellona 1992: oro nella classe Flying Dutchman.